# John Stollmeyer
John Michael Stollmeyer (ur. 25 października 1962 w Pittsburghu) – piłkarz amerykański grający na pozycji bocznego obrońcy lub pomocnika.

## Kariera klubowa
Pierwsze piłkarskie treningi Stollmeyer rozpoczął w Thomas Jefferson High School w Annandale w stanie Wirginia. Po ukończeniu szkoły uczęszczał w latach 1982–1985 na Indiana University, gdzie także grał w drużynie piłkarskiej. W 1982 i 1983 roku wywalczył mistrzostwo ligi NCAA, a w 1984 roku zajął w niej 2. miejsce. W 1982 roku został uznany najlepszym obrońcą ligi. W 1999 roku został wybrany do Galerii Sław Uniwersytetu Indiana.
Po ukończeniu uniwersytetu Stollmeyer został zawodnikiem drużyny piłki nożnej halowej Cleveland Force, grającej w Major Indoor Soccer League (MISL). W 1986 roku został uznany Debiutantem Roku. W Cleveland grał do 1988 roku, czyli do czasu rozwiązania drużyny. W 1989 roku został piłkarzem Arizony Condors i grał w lidze Western Soccer League. Występował w niej przez dwa lata i w 1990 roku przeszedł do Washington Stars, gdzie grał do końca roku (do czasu rozwiązania zespołu). Wtedy też zakończył karierę piłkarską.

## Kariera reprezentacyjna
W reprezentacji Stanów Zjednoczonych Stollmeyer zadebiutował 5 lutego 1986 roku w zremisowanym 0:0 towarzyskim meczu z Kanadą. W 1988 roku wystąpił z kadrą olimpijską na Igrzyskach Olimpijskich w Seulu. W 1990 roku został powołany przez selekcjonera Boba Ganslera do kadry na Mistrzostwa Świata we Włoszech. Tam rozegrał 2 spotkania: z Czechosłowacją (1:5) i z Włochami. Od 1986 do 1990 roku rozegrał w kadrze narodowej 31 meczów.
W 1981 roku Stollmeyer wraz z reprezentacją U-20 zagrał na młodzieżowych Mistrzostwach Świata w Australii. Z kolei w 1987 roku wystąpił ze Stanami Zjednoczonymi na Igrzyskach Panamerykańskich.